# Dinastia Tang
A Dinastia Tang ou Tangue (em chinês: 唐朝; romaniz.Táng Cháo, 618-906) foi uma dinastia chinesa fundada pelo oficial Li Yuan, pertencente à dinastia que havia reunificado a China entre 581 e 618, após três séculos de fragmentação. A família que fundou a dinastia foi a família Li.
Costuma-se dizer que com a breve dinastia Sui e com a longa dinastia Tang ficaram soldadas as estruturas da formidável burocracia do Império Chinês. Yang Chien, fundador da dinastia Sui, aplicou uma profunda reforma institucional inspirada em Confúcio, que compilou no código Kaihuang. Fundou bibliotecas e universidades para o funcionalismo, centralizou a administração e simplificou a estrutura local, para homogeneizar o serviço civil e facilitar o controle do governo imperial. O período Tang é considerado a época de ouro da China medieval. Houve grande expansão territorial (Oeste: atual Irã, Leste: Coreia), teve a reconstrução de importantes cidades: Chang´an e Luoyang, teve o fortalecimento do exército. O poder era centralizado e o rei governava por meio de decretos.

## Início
O último monarca da Dinastia Sui foi assassinado por seus ministros por causa das guerras com a Coreia, as invasões de nômades turcos no território chinês e os excessivos gastos com luxos no palácio.
A familia Li (李) pertencia a aristocracia militar da Dinastia Sui. As mães, do imperador Yang da Dinastia Sui e a do fundador da Dinastia Tang, eram irmãs, sendo os dois imperadores primos. Li Yuan, antes de se rebelar contra a Dinastia Sui, era duque de Tang e havia sido governador de Taiyuan. Com prestígio e experiência militar, se rebelou, junto com seu filho e sua militante filha, Pingyang (que possuía e comandava suas próprias tropas). Em 617 Li Yuan ocupou Chang'an e se tornou regente do neto do imperador de Sui, relegando o imperador Yang à posição de imperador aposentado.
Com as notícias que o imperador tinha sido aposentado por seu general Yuwen Huaji (f. 619), em 18 de junho de 618, Li Yuan se declarou imperador da nova dinastia, a dinastia Tang.
Estabeleceu seu poder sobre a China com a ajuda de tropas nômades comandadas por seu filho Taizong, ou Tai Tsung, que mais tarde se tornaria o segundo imperador Tang.

## Consolidação

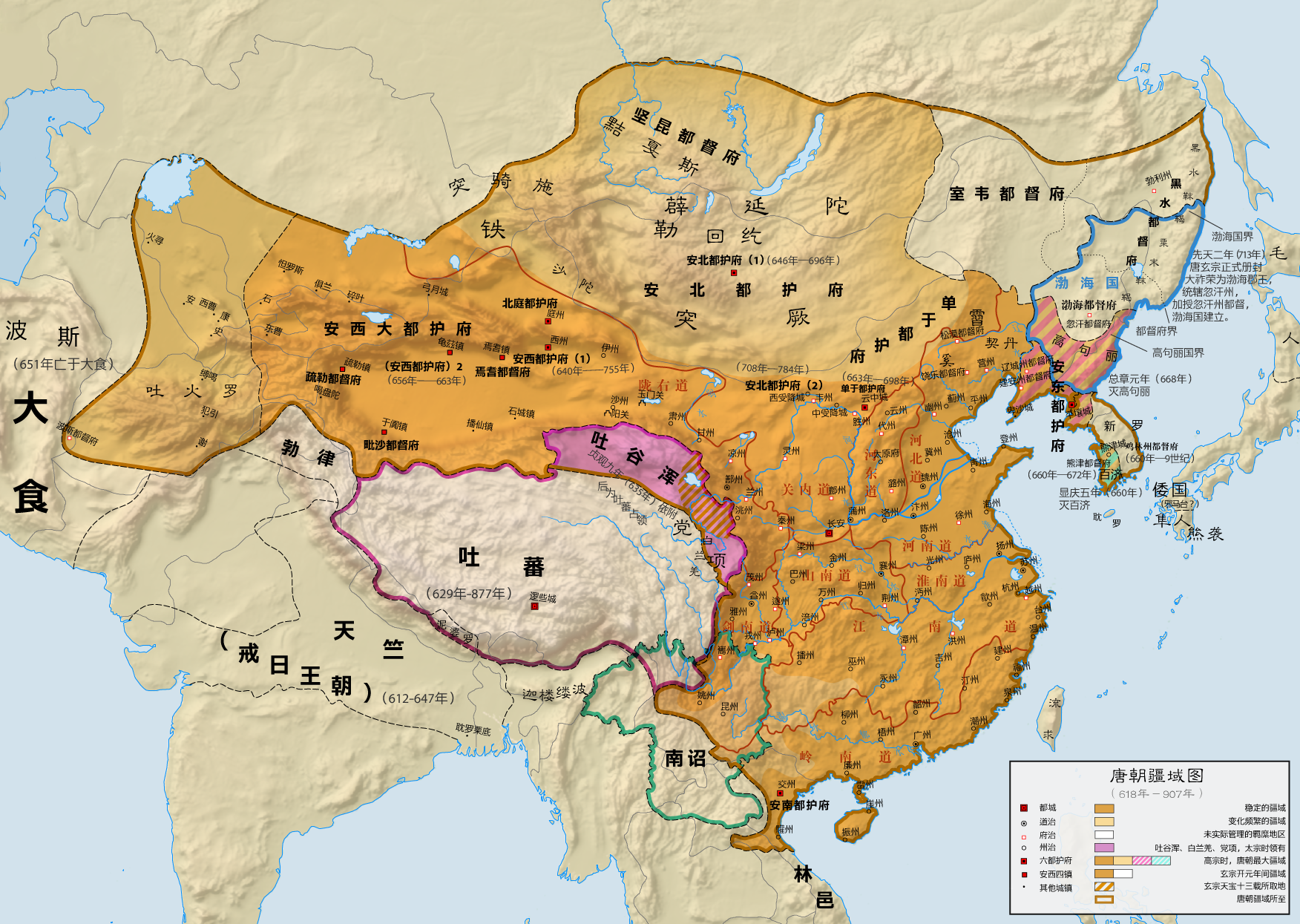
Mapa dos domínios da Dinastia Tang.

Taizong reorganizou o império, aprofundando a reforma Sui num sistema que o Japão, a Coreia e o Vietname imitaram posteriormente. Alargou o ensino de funcionários com escolas provinciais e consolidou um Estado dividido em províncias, vigiadas por censores imperiais, com suas leis compiladas no Código Tang, revisto de 20 em 20 anos. Xizong impulsionou uma dinâmica política exterior, que causou o aumento do comércio com a Índia, e o resto da Ásia, atraindo mercadores estrangeiros em cujas colônias nasceram os primeiros bancos chineses. Dominou os turcos, estabeleceu um protetorado na bacia do Tarim, enviou monges e artesãos para o Tibete. A unificação da China, iniciada pelos Sui, foi estendida. Os exércitos chineses penetraram na Ásia central, na Coreia e em Anam. Depois dos dois ilustres governantes, tomou o poder uma sucessão de concubinas e favoritos, que destruíram o poder da aristocracia e isolaram os burocratas ilustrados.
Wu Zetian, mulher de Gaozong, fundou uma dinastia, a Zhou, cuja única representante ficou, e pretendeu divinizar-se como encarnação de Buda, implantando um reinado de terror. Outra imperatriz foi Wei, mulher de dois imperadores: Zhongzong e Shang.
Xuancong restabeleceu a aristocracia e seu hábil ministro Li Linfu aplicou uma reforma fiscal e administrativa que inaugurou um período de grande prosperidade para uma população de já 70 milhões. Seu período marcou o apogeu Tang, com o esplendor cultural e literário estimulado pelo apogeu da arte budista.
A dinastia Tang governou o maior império do mundo até ser abalada, em 751, pelos Árabes, perto do rio Talas, no Turquestão ocidental.
Suas relações de vassalagem estendiam-se até Áden. A imprensa foi inventada e a pólvora fabricada para ser usada em armas de fogo. Tornou-se famosa pela arte, literatura e poesia da época. Os Estados vizinhos, particularmente a Coreia e o Japão, procuraram fazer de suas terras réplicas da China. Com o fim do reinado de Xuanzong e com a fracassada Rebelião de An Lushuan, em 755, começou o declínio. As invasões nômades e as revoltas trouxeram ao poder, generais que passaram a controlar exércitos regionais. Quando o último imperador abdicou, veio nova fragmentação, sob o controle de dinastias efêmeras.

## A sociedade
Na época dos Tang, o imperador governava por meio de decretos, nomeando e demitindo pessoas conforme sua conveniência; já a nobreza, o grupo mais rico e prestigiado da sociedade, ocupava importantes cargos do governo. Muitos desses nobres eram parentes do imperador. A maioria deles morava em residências confortáveis, localizadas no campo, e cultivava o hábito de beber chá, jogar xadrez e enfeitar a casa com flores.
Outro grupo de prestigio na época era o dos mercadores, entre os quais havia muitos estrangeiros, já que os Tang facilitaram a entrada deles no pais. Na época, o comercio entre a China e a Europa era intenso. Os principais produtos chineses de exportação, a seda e a porcelana, seguiam para a Europa pela rota da seda e eram pagos com ouro.
Havia ainda artesãos agrupados em corporações que os protegiam, empregando-os em casas de famílias ricas e arrumando colocação para seus produtos. Além deles, havia os trabalhadores especializados como: babás, guardas, músicos, e os trabalhadores braçais, como os carregadores de água e os que ajudavam a construir casas e estradas.
Já os camponeses formavam a maioria da população chinesa e levavam uma vida muito difícil, trabalhando do nascer ao por do sol nas plantações de arroz, chá, cereais e frutas e tendo poucos minutos para a principal ou única refeição diária, feita ao meio dia. Alimentavam-se basicamente de carne de porco ou de peixe e arroz.
A sociedade chinesa estava assim constituída quando foi fortemente influenciada por uma religião vinda da Índia, o budismo.

## Ciência e tecnologia
Em engenharia, a tecnologia durante o período Tang foi construída sobre seus precedentes do passado. Zhang Heng (78-139) e Ma Jun (3º século), que deram inspiração ao engenheiro Tang, astrônomo e monge Yi Xing (683-727) ao inventar o primeiro mecanismo de escapamento de relógio em 725.  Isto foi usado junto a uma clepsidra e roda d'água para alimentar uma esfera armilar rotativa em representação da observação astronômica. Seu design foi melhorado c. 610 pelos engenheiros da Sui-dinastia Geng Xun e Yuwen Kai.  Eles colocaram uma balança romana que permitia o ajuste sazonal na cabeça de pressão do tanque de compensação e podiam então controlar a taxa de fluxo para diferentes comprimentos de dia e noite.

Animação de um mecanismo de escapamento, amplamente utilizado em relógio de pêndulo

Houve muitas outras invenções mecânicas durante a era Tang. Estes incluíam um servidor de vinho mecânico de 91 cm. de altura do início do século VIII que tinha a forma de uma montanha artificial, esculpida em ferro e repousada sobre uma armação de madeira laqueada em forma de tartaruga. No entanto, o uso de um boneco mecânico neste dispositivo de servir vinho não foi exatamente uma invenção nova da dinastia Tang, uma vez que o uso de bonecos mecânicos na China remonta à dinastia Qin (221-207 a.C.). Outros dispositivos incluíam um de Wang Ju, cuja "lontra de madeira" poderia pegar peixes; Needham suspeita uma mola de algum tipo foi empregada no dispositivo.
A impressão em xilogravura que se tornou difundida no Tang continuaria sendo o tipo de impressão dominante na China até que a impressora mais avançada da Europa se tornasse amplamente aceita e usada na Ásia Oriental. Ela continuaria sendo o tipo de impressão dominante na China até que as prensas mais avançadas da Europa se tornassem amplamente aceitas e usadas na Ásia Oriental. O primeiro uso da carta de baralho durante a dinastia Tang foi uma invenção auxiliar da nova era da impressão.
Os chineses da era Tang também estavam muito interessados nos benefícios de classificar oficialmente todos os medicamentos usados na farmacologia. Em 657, o Imperador Gaozong de Tang (r. 649–683) encomendou o projeto literário de publicar uma matéria médica oficial, completa com textos e desenhos ilustrados para 833 substâncias medicinais diferentes tiradas de diferentes pedras, minerais, metais, plantas, ervas, animais, legumes, frutas e cereais. O uso da amálgama dentária, fabricada a partir de estanho e prata, foi introduzida pela primeira vez no texto médico Xinxiu Bencao escrito por Su Gong em 659. Além de compilar as farmacopeias, a dinastia Tang estimulou o aprendizado na medicina, mantendo as faculdades de medicina imperiais, exames estaduais para médicos e editando manuais forenses para médicos. Os autores da medicina Tang incluem Zhen Chuan (d. 643) e Sun Simiao (581-682); o primeiro foi o que primeiro identificou por escrito que os pacientes com diabetes tinham um excesso de açúcar na urina, e o segundo que foi o primeiro a reconhecer que os pacientes diabéticos devem evitar consumir álcool e alimentos ricos em amido.
Cientistas chineses do período Tang empregaram fórmulas químicas complexas para uma série de diferentes propósitos, frequentemente encontrados em experimentos de alquimia. Estes incluíam um creme ou verniz impermeável e repelente à poeira para roupas e armas, argamassa à prova de fogo para artigos de vidro e porcelana, um creme à prova d'água aplicado a roupas de seda de mergulhadores, um creme designado para polir espelhos de bronze e muitas outras fórmulas úteis. O inventor Ding Huan (fl. 180 d.C.) da dinastia Han inventou um ventilador rotativo para ar condicionado, com sete rodas de 3 m (10 pés) de diâmetro e alimentado manualmente. Em 747, o Imperador Xuanzong construiu um "Salão Fresco" no palácio imperial, que o Tang Yulin (唐語林) descreve como tendo rodas de ventilador movidas a água para resfriar o ambiente do salão, assim como fontes de água.  Durante a dinastia Song subsequente, fontes mencionaram o ventilador rotativo de ar condicionado como ainda amplamente utilizado.
Além da pólvora, os chineses também desenvolveram sistemas de libertação aprimorados para a arma bizantina do fogo grego, Meng Huoyou e Pen Huoqi usados pela primeira vez na China, circa 900.